# Sanchezia killipii
Sanchezia killipii är en akantusväxtart som beskrevs av Emery Clarence Leonard. Sanchezia killipii ingår i släktet Sanchezia och familjen akantusväxter. Inga underarter finns listade i Catalogue of Life.